# 李执中 (1921年)
李执中（1921年—2008年），男，山东蓬莱人，中华人民共和国政治人物，曾任江苏省人民政府副省长，江苏省人大常委会副主任。